# 1. ŽNL Splitsko-dalmatinska 2017./18.
1. ŽNL Splitsko-dalmatinska u sezoni 2017./18. predstavlja prvi rang županijske lige u Splitsko-dalmatinskoj županiji, te ligu četvrtog ranga hrvatskog nogometnog prvenstva. U ligi sudjeluje četrnaest klubova, a prvak je postao "Uskok" iz Klisa.

## Sudionici
- GOŠK – Kaštel Gomilica, Kaštela
- Hvar – Hvar
- Jadran – Kaštel Sućurac, Kaštela
- Jadran – Tučepi
- Mladost – Donji Proložac, Proložac
- Mosor – Žrnovnica, Split
- Omiš – Omiš
- Omladinac – Vranjic, Solin
- Orkan – Dugi Rat
- OSK Otok – Otok
- Postira-Sardi – Postira
- Sloga – Mravince, Solin
- Uskok – Klis
- Zmaj – Makarska

## Ljestvica
| Poz. | Momčad                 | U  | P  | N | I  | G+ | G– | G+/– | Bod. | Nastavak natjecanja ili ispadanje |
| ---- | ---------------------- | -- | -- | - | -- | -- | -- | ---- | ---- | --------------------------------- |
| 1.   | Uskok (P)              | 26 | 16 | 4 | 6  | 45 | 24 | +21  | 52   | Kvalifikacije za 3. HNL – Jug     |
| 2.   | Sloga Mravince         | 26 | 14 | 5 | 7  | 60 | 40 | +20  | 47   |                                   |
| 3.   | Zmaj                   | 26 | 13 | 7 | 6  | 44 | 22 | +22  | 46   |                                   |
| 4.   | Jadran Tučepi          | 26 | 12 | 8 | 6  | 44 | 30 | +14  | 44   |                                   |
| 5.   | Mladost Donji Proložac | 26 | 12 | 4 | 10 | 39 | 42 | −3   | 40   |                                   |
| 6.   | Omladinac              | 26 | 9  | 8 | 9  | 28 | 27 | +1   | 35   |                                   |
| 7.   | Orkan                  | 26 | 10 | 5 | 11 | 39 | 38 | +1   | 35   |                                   |
| 8.   | GOŠK Kaštel Gomilica   | 26 | 10 | 5 | 11 | 35 | 36 | −1   | 35   |                                   |
| 9.   | Omiš                   | 26 | 9  | 7 | 10 | 35 | 33 | +2   | 34   |                                   |
| 10.  | OSK Otok               | 26 | 8  | 7 | 11 | 36 | 59 | −23  | 31   |                                   |
| 11.  | Postira-Sardi          | 26 | 9  | 3 | 14 | 28 | 52 | −24  | 30   |                                   |
| 12.  | Jadran Kaštel Sućurac  | 26 | 8  | 4 | 14 | 28 | 31 | −3   | 28   |                                   |
| 13.  | Mosor (R)              | 26 | 9  | 1 | 16 | 39 | 53 | −14  | 28   | 2. ŽNL                            |
| 14.  | Hvar (R)               | 26 | 7  | 4 | 15 | 37 | 50 | −13  | 25   | 2. ŽNL                            |

## Rezultati
Izvori:

Prikazani referetni datumi za odigravanje utakmica 

Ažurirano: 7. lipnja 2018. 
| 1. kolo                  | 1. kolo |
| ------------------------ | ------- |
| 9. – 10. rujna 2017.     |         |
| Postira-Sardi – Jadran T | 0:4     |
| Omiš – Uskok             | 3:1     |
| GOŠK – Orkan             | 1:0     |
| Omladinac – OSK          | 4:0     |
| Mosor – Jadran KS        | 0:2     |
| Mladost – Sloga          | 3:1     |
| Zmaj – Hvar              | 3:0     |
|                          |         |

| 2. kolo                    | 2. kolo |
| -------------------------- | ------- |
| 14., 16. – 17. rujna 2017. |         |
| Jadran T – Hvar            | 2:1     |
| Sloga – Zmaj               | 2:2     |
| Jadran KS – Mladost        | 3:1     |
| OSK – Mosor                | 3:3     |
| Orkan – Omladinac          | 0:1     |
| Uskok – GOŠK               | 2:1     |
| Postira-Sardi – Omiš       | 3:1     |
|                            |         |

| 3. kolo              | 3. kolo |
| -------------------- | ------- |
| 23. – 24.rujna 2017. |         |
| Omiš – Jadran T      | 1:2     |
| GOŠK – Postira-Sardi | 4:1     |
| Omladinac – Uskok    | 1:3     |
| Mosor – Orkan        | 2:1     |
| Mladost – OSK        | 1:1     |
| Zmaj – Jadran KS     | 2:0     |
| Hvar – Sloga         | 5:3     |
|                      |         |

| 4. kolo                        | 4. kolo |
| ------------------------------ | ------- |
| 30. rujna – 1. listopada 2017. |         |
| Jadran T – Sloga               | 0:1     |
| Jadran KS – Hvar               | 2:0     |
| OSK – Zmaj                     | 1:4     |
| Orkan – Mladost                | 2:0     |
| Uskok – Mosor                  | 3:1     |
| Postira-Sardi – Omladinac      | 2:2     |
| Omiš – GOŠK                    | 1:1     |
|                                |         |

| 5. kolo                        | 5. kolo |
| ------------------------------ | ------- |
| 30. rujna – 1. listopada 2017. |         |
| GOŠK – Jadran T                | 2:1     |
| Omladinac – Omiš               | 1:0     |
| Mosor – Postira-Sardi          | 5:1     |
| Mladost – Uskok                | 2:0     |
| Zmaj – Orkan                   | 0:0     |
| Hvar – OSK                     | 9:1     |
| Sloga – Jadran KS              | 3:1     |
|                                |         |

| 6. kolo                   | 6. kolo |
| ------------------------- | ------- |
| 14. – 15. listopada 2017. |         |
| Jadran T – Jadran KS      | 2:1     |
| OSK – Sloga               | 4:2     |
| Orkan – Hvar              | 1:0     |
| Uskok – Zmaj              | 3:0     |
| Postira-Sardi – Mladost   | 3:1     |
| Omiš – Mosor              | 3:1     |
| GOŠK – Omladinac          | 0:0     |
|                           |         |

| 7. kolo                   | 7. kolo |
| ------------------------- | ------- |
| 21. – 22. listopada 2017. |         |
| Omladinac – Jadran T      | 0:0     |
| Mosor – GOŠK              | 4:2     |
| Mladost – Omiš            | 3:0     |
| Zmaj – Postira-Sardi      | 0:1     |
| Hvar – Uskok              | 1:3     |
| Sloga – Orkan             | 2:1     |
| Jadran KS – OSK           | 1:0     |
|                           |         |

| 8. kolo                   | 8. kolo |
| ------------------------- | ------- |
| 28. – 29. listopada 2017. |         |
| Jadran T – OSK            | 6:0     |
| Orkan – Jadran KS         | 1:0     |
| Uskok – Sloga             | 2:1     |
| Postira-Sardi – Hvar      | 1:1     |
| Omiš – Zmaj               | 0:1     |
| GOŠK – Mladost            | 1:3     |
| Omladinac – Mosor         | 0:2     |
|                           |         |

| 9. kolo                | 9. kolo |
| ---------------------- | ------- |
| 4. – 5. studenog 2017. |         |
| Mosor – Jadran T       | 0:3     |
| Mladost – Omladinac    | 3:1     |
| Zmaj – GOŠK            | 0:2     |
| Hvar – Omiš            | 0:1     |
| Sloga – Postira-Sardi  | 3:1     |
| Jadran KS – Uskok      | 1:2     |
| OSK – Orkan            | 3:1     |
|                        |         |

| 10. kolo                  | 10. kolo |
| ------------------------- | -------- |
| 11. – 12. studenog 2017.  |          |
| Jadran T – Orkan          | 2:0      |
| Uskok – OSK               | 5:0      |
| Postira-Sardi – Jadran KS | 2:1      |
| Omiš – Sloga              | 1:1      |
| GOŠK – Hvar               | 6:1      |
| Omladinac – Zmaj          | 0:2      |
| Mosor – Mladost           | 0:1      |
|                           |          |

| 11. kolo                 | 11. kolo |
| ------------------------ | -------- |
| 18. – 19. studenog 2017. |          |
| Mladost – Jadran T       | 1:0      |
| Zmaj – Mosor             | 4:0      |
| Hvar – Omladinac         | 1:3      |
| Sloga – GOŠK             | 2:0      |
| Jadran KS – Omiš         | 1:3      |
| OSK – Postira-Sardi      | 0:1      |
| Orkan – Uskok            | 1:0      |
|                          |          |

| 12. kolo                 | 12. kolo |
| ------------------------ | -------- |
| 25. – 26. studenog 2017. |          |
| Jadran T – Uskok         | 0:0      |
| Postira-Sardi – Orkan    | 1:0      |
| Omiš – OSK               | 4:2      |
| GOŠK – Jadran KS         | 1:0      |
| Omladinac – Sloga        | 1:1      |
| Mosor – Hvar             | 5:3      |
| Mladost – Zmaj           | 1:0      |
|                          |          |

| 13. kolo               | 13. kolo |
| ---------------------- | -------- |
| 2. – 3. prosinca 2017. |          |
| Zmaj – Jadran T        | 5:0      |
| Hvar – Mladost         | 0:3      |
| Sloga – Mosor          | 2:1      |
| Jadran KS – Omladinac  | 0:1      |
| OSK – GOŠK             | 0:3      |
| Orkan – Omiš           | 2:2      |
| Uskok – Postira-Sardi  | 2:0      |
|                        |          |

| 14. kolo                 | 14. kolo |
| ------------------------ | -------- |
| 24. – 25. veljače 2018.  |          |
| Jadran T – Postira-Sardi | 2:0      |
| Uskok – Omiš             | 1:0      |
| Orkan – GOŠK             | 2:1      |
| OSK – Omladinac          | 1:1      |
| Jadran KS – Mosor        | 1:0      |
| Sloga – Mladost          | 7:2      |
| Hvar – Zmaj              | 3:2      |
|                          |          |

| 15. kolo             | 15. kolo |
| -------------------- | -------- |
| 3. ožujka 2018.      |          |
| Hvar – Jadran T      | 0:1      |
| Zmaj – Sloga         | 1:0      |
| Mladost – Jadran KS  | 0:2      |
| Mosor – OSK          | 2:3      |
| Omladinac – Orkan    | 2:3      |
| GOŠK – Uskok         | 1:1      |
| Omiš – Postira-Sardi | 1:1      |
|                      |          |

| 16. kolo               | 16. kolo |
| ---------------------- | -------- |
| 10. – 11. ožujka 2018. |          |
| Jadran T – Omiš        | 0:1      |
| Postira-Sardi – GOŠK   | 3:0      |
| Uskok – Omladinac      | 1:0      |
| Orkan – Mosor          | 1:0      |
| OSK – Mladost          | 1:1      |
| Jadran KS – Zmaj       | 1:2      |
| Sloga – Hvar           | 1:1      |
|                        |          |

| 17. kolo                  | 17. kolo |
| ------------------------- | -------- |
| 17. – 18. ožujka 2018.    |          |
| Sloga – Jadran T          | 6:4      |
| Hvar – Jadran KS          | 1:0      |
| Zmaj – OSK                | 1:1      |
| Mladost – Orkan           | 1:4      |
| Mosor – Uskok             | 0:2      |
| Omladinac – Postira-Sardi | 0:1      |
| GOŠK – Omiš               | 1:1      |
|                           |          |

| 18. kolo               | 18. kolo |
| ---------------------- | -------- |
| 24. – 25. ožujka 2018. |          |
| Jadran T – GOŠK        | 1:0      |
| Omiš – Omladinac       | 0:0      |
| Postira-Sardi – Mosor  | 1:4      |
| Uskok – Mladost        | 2:0      |
| Orkan – Zmaj           | 2:2      |
| OSK – Hvar             | 0:0      |
| Jadran KS – Sloga      | 0:1      |
|                        |          |

| 19. kolo                | 19. kolo |
| ----------------------- | -------- |
| 2. travnja 2018.        |          |
| Jadran KS – Jadran T    | 1:1      |
| Sloga' – OSK            | 3:2      |
| Hvar – Orkan            | 2:1      |
| Zmaj – Uskok            | 0:1      |
| Mladost – Postira-Sardi | 1:0      |
| Mosor – Omiš            | 0:4      |
| Omladinac – GOŠK        | 0:1      |
|                         |          |

| 20. kolo              | 20. kolo |
| --------------------- | -------- |
| 7. – 8. travnja 2018. |          |
| Jadran T – Omladinac  | 1:1      |
| GOŠK – Mosor          | 2:1      |
| Omiš – Mladost        | 0:1      |
| Postira-Sardi – Zmaj  | 1:2      |
| Uskok – Hvar          | 0:0      |
| Orkan – Sloga         | 3:2      |
| OSK – Jadran KS       | 1:0      |
|                       |          |

| 21. kolo                | 21. kolo |
| ----------------------- | -------- |
| 14. – 15. travnja 2018. |          |
| OSK – Jadran T          | 1:1      |
| Jadran KS – Orkan       | 0:0      |
| Sloga – Uskok           | 3:1      |
| Hvar – Postira-Sardi    | 1:0      |
| Zmaj – Omiš             | 2:0      |
| Mladost – GOŠK          | 1:2      |
| Mosor – Omladinac       | 1:0      |
|                         |          |

| 22. kolo                | 22. kolo |
| ----------------------- | -------- |
| 21. – 22. travnja 2018. |          |
| Jadran T – Mosor        | 2:0      |
| Omladinac – Mladost     | 3:2      |
| GOŠK – Zmaj             | 0:3      |
| Omiš – Hvar             | 3:2      |
| Postira-Sardi – Sloga   | 0:5      |
| Uskok – Jadran KS       | 2:3      |
| Orkan – OSK             | 2:3      |
|                         |          |

| 23. kolo                  | 23. kolo |
| ------------------------- | -------- |
| 28. – 29. travnja 2018.   |          |
| Orkan – Jadran T          | 5:5      |
| OSK – Uskok               | 1:2      |
| Jadran KS – Postira-Sardi | 3:0      |
| Sloga – Omiš              | 1:1      |
| Hvar – GOŠK               | 1:0      |
| Zmaj – Omladinac          | 1:1      |
| Mladost – Mosor           | 0:3      |
|                           |          |

| 24. kolo              | 24. kolo |
| --------------------- | -------- |
| 5. – 6. svibnja 2018. |          |
| Jadran T – Mladost    | 1:1      |
| Mosor – Zmaj          | 0:3      |
| Omladinac – Hvar      | 2:0      |
| GOŠK – Sloga          | 1:4      |
| Omiš – Jadran KS      | 2:3      |
| Postira-Sardi – OSK   | 1:4      |
| Uskok – Orkan         | 4:1      |
|                       |          |

| 25. kolo              | 25. kolo |
| --------------------- | -------- |
| 13. svibnja 2018.     |          |
| Uskok – Jadran T      | 1:2      |
| Orkan – Postira-Sardi | 4:0      |
| OSK – Omiš            | 1:0      |
| Jadran KS – GOŠK      | 1:1      |
| Sloga – Omladinac     | 0:1      |
| Hvar – Mosor          | 1:2      |
| Zmaj – Mladost        | 1:1      |
|                       |          |

| 26. kolo                  | 26. kolo |
| ------------------------- | -------- |
| 17./19./20. svibnja 2018. |          |
| Jadran T – Zmaj           | 1:1      |
| Mladost – Hvar            | 4:3      |
| Mosor – Sloga             | 1:4      |
| Omladinac – Jadran KS     | 2:1      |
| GOŠK – OSK                | 1:2      |
| Omiš – Orkan              | 2:1      |
| Postira-Sardi – Uskok     | 3:1      |
|                           |          |

## Unutarnje poveznice
- 1. ŽNL Splitsko-dalmatinska
- 2. ŽNL Splitsko-dalmatinska 2017./18.
- Hvarska nogometna liga 2017./18.
- 3. HNL – Jug 2017./18.
- 1. ŽNL Dubrovačko-neretvanska 2017./18.
- ŽNL Šibensko-kninska 2017./18.
- 1. ŽNL Zadarska 2017./18.

## Vanjske poveznice
- Nogometni savez Županije Splitsko-dalmatinske
- nszsd.hr, 1. ŽNL
- facebook.com, 1. ŽNL Splitsko-dalmatinske županije
- sportnet.hr forum, 1. i 2. ŽNL Splitsko-dalmatinske županije  Arhivirana inačica izvorne stranice od 27. studenoga 2021. (Wayback Machine)